# Pignora imperii
Pignora imperii («залоги правления», «гаранты империи») ― сакральные вещи, которые должны были гарантировать продолжение империи Древнего Рима. Античные источники перечисляют до семи таких вещей. В качестве священных реликвий указываются Палладиум, деревянный образ Минервы (который, как утверждали римляне, был спасён во время падения Трои и позднее хранился у весталок); священный огонь Весты (за которым также следили весталки, и которому никогда нельзя было давать погаснуть); Анкил ― двенадцать щитов Марса, которые несли жрецы-салии во время своих процессий, датируемых временами правления Нума Помпилия, второго царя Рима. 
В более поздней Римской империи поддержание Алтаря Победы в Сенате приобрело аналогичную символическую ценность для таких ревнителей старины, как Квинт Аврелий Симмах, которые пытались сохранить религиозные традиции Рима перед лицом христианской гегемонии. Тушение огня в храме Весты христианским императором Феодосием I было одним из событий, знаменовавших упразднение традиционной религии Рима и навязывание христианства в качестве государственной религии, доминирующей над всеми остальными верованиями.
В некоторых рассказах времён поздней античности об основании Константинополя утверждается, что Константин I ― первый император, принявший христианство, перевёз pignora imperii в новую столицу. Хотя историчность этого события может вызывать сомнения, само это утверждение указывает на символическую ценность этих вещей..

## Список Сервия
Учёный IV века Мавр Сервий Гонорат отмечал в своём комментарии к поэме Вергилия «Энеида», что было семь символов (pignora), которые поддерживают римское правление (Imperium Romanum) и приводил их список:
1. игла Матери Богов (Acus Matris Deum), хранящаяся в Храме Кибелы на Палатинском холме[5];
2. терракотовая колесница с четырьмя лошадьми, привезённая из Вейи (Quadriga Fictilis Veientanorum), предположительно по велению последнего царя Рима Тарквиния Гордого, которая была выставлена на крыше храма Юпитера в Капитолии;
3. пепел Ореста (Cineres Orestis), хранящийся в том же храме;
4. скипетр Приама (Sceptrum Priami), привезённый в Рим Энеем;
5. вуаль Илионы (Velum Ilionae), дочери Приама, ещё одна троянская реликвия[6];
6. Палладиум, хранящийся в храме Весты ;
7. Анкил, священный щит Марса Градивуса [7], дарованный Нуму Помпилию, хранившийся в Регии среди одиннадцати других идентичных копий, сделанных, чтобы сбить с толку потенциальных воров. Жрецы-салии ежегодно во время агоналий проходили процессией по Риму с этими щитами.

Алан Кэмерон отмечает, что три из этих предполагаемых реликвий были вымышленными (пепел, скипетр и вуаль) и не упоминаются ни в каких других источниках как священные гаранты империи. Другие четыре объекта были широко засвидетельствованы в латинской литературе, хотя и не оставили после себя каких-либо археологических следов.